# Seiyū Radio no Ura Omote
Seiyū Radio no Ura Omote (声優ラジオのウラオモテ Seiyū Rajio no Ura Omote?, lit. Los dos lados de los actores de doblaje de la radio) es una serie de novelas ligeras japonesas escritas por Kō Nigatsu e ilustradas por Saba Mizore. Comenzó a publicarse el 7 de febrero de 2020 bajo el sello Dengeki Bunko de ASCII Media Works, y hasata el momento se han lanzado ocho volúmenes. Una adaptación a manga ilustrada por Umemi Makimoto se serializó en la revista de manga seinen Dengeki Maoh de ASCII Media Works desde el 27 de marzo de 2020 hasta el 27 de julio de 2021, con sus capítulos recopilados en tres volúmenes tankōbon. Una adaptación de la serie al anime de Connect para la televisión japonesa se estrenó en abril de 2024.

## Sinopsis
Yumiko Satō es una estudiante de secundaria gyaru que trabaja en secreto como actriz de doblaje bajo el nombre artístico de Yasumi Utatane. Un día, tiene un encuentro hostil con una compañera de clase tranquila y reservada llamada Chika Watanabe. Cuando consigue el papel de copresentadora de un programa de radio, Yumiko descubre que su compañera no es otra que Chika, quien también trabaja en secreto como actriz de doblaje bajo el nombre artístico de Yūhi Yūgure. Si bien son amigables en el programa, fuera del aire, discuten constantemente entre ellos. La historia sigue su tumultuosa relación.

## Personajes
Yasumi Utatane (歌種 やすみ Utatane Yasumi?) / Yumiko Satō (佐藤 由美子 Satō Yumiko?)
 Seiyū: Miku Itō
Yūhi Yūgure (夕暮 夕陽 Yūgure Yūhi?) / Chika Watanabe (渡辺 千佳 Watanabe Chika?)
 Seiyū: Moe Toyota
Otome Sakuranamiki (桜並木 乙女 Sakuranamiki Otome?)
 Seiyū: Ikumi Hasegawa
Mekuru Yubisaki (柚日咲 めくる Yubisaki Mekuru?)
 Seiyū: Nao Tōyama
Ringo Kagasaki (加賀崎 りんご Kagasaki Ringo?)
 Seiyū: Ami Koshimizu
Mirei Asaka (朝加 美玲 Asaka Mirei?)
 Seiyū: Misato Fukuen
Wakana Kawagishi (川岸 若菜 Kawagishi Wakana?)
 Seiyū: Miyuri Shimabukuro

## Contenido de la obra

### Novela ligera
Seiyū Radio no Ura Omote es escrito por Kō Nigatsu e ilustrado por Saba Mizore. Comenzó su publicación el 7 de febrero de 2020, bajo el sello Dengeki Bunko de ASCII Media Works, y hasta el momento se han publicado ocho volúmenes.
| Volúmenes de novelas ligeras publicadas | Volúmenes de novelas ligeras publicadas | Volúmenes de novelas ligeras publicadas |
| Número                                  | Fecha de lanzamiento                    | ISBN                                    |
| --------------------------------------- | --------------------------------------- | --------------------------------------- |
| 1                                       | 7 de febrero de 2020                    | ISBN 9784049130218                      |
| 2                                       | 10 de junio de 2020                     | ISBN 9784049132038                      |
| 3                                       | 10 de noviembre de 2020                 | ISBN 9784049134919                      |
| 4                                       | 10 de febrero de 2021                   | ISBN 9784049134995                      |
| 5                                       | 9 de julio de 2021                      | ISBN 9784049138603                      |
| 6                                       | 10 de diciembre de 2021                 | ISBN 9784049141320                      |
| 7                                       | 10 de junio de 2022                     | ISBN 9784049144499                      |
| 8                                       | 7 de enero de 2023                      | ISBN 9784049146806                      |

### Manga
Una adaptación a manga ilustrada por Umemi Makimoto se serializó en la revista Dengeki Maoh de ASCII Media Works del 27 de marzo de 2020 al 27 de julio de 2021. Se recopiló en tres volúmenes tankōbon, publicados desde el 26 de agosto de 2020 hasta el 27 de septiembre de 2021.
| Volúmenes de manga publicados | Volúmenes de manga publicados | Volúmenes de manga publicados |
| Número                        | Fecha de lanzamiento          | ISBN                          |
| ----------------------------- | ----------------------------- | ----------------------------- |
| 1                             | 26 de agosto de 2020          | ISBN 9784049133455            |
| 2                             | 27 de marzo de 2021           | ISBN 9784049136999            |
| 3                             | 27 de septiembre de 2021      | ISBN 9784049140194            |

### Anime
El 21 de diciembre de 2022 se anunció una adaptación de la serie a anime. La serie está producida por Connect y dirigida por Hideki Tachibana, con guiones escritos por Keiichirō Ōchi y diseños de personajes a cargo de Shoko Takimoto, quien también se desempeñará como directora de animación en jefe. La serie se estrenará el 10 de abril de 2024 en AT-X y Tokyo MX. El tema de apertura es "Now On Air" interpretado por Miku Itō. Crunchyroll obtuvo la licencia de la serie fuera de Asia.

## Recepción
En 2019, Seiyū Radio no Ura Omote ganó el Gran Premio en el 26º Premio de Novela Dengeki. La serie ocupó el puesto 15 en la categoría bunkobon y el octavo en la categoría de obra nueva de la edición 2021 de la guía Kono Light Novel ga Sugoi! de Takarajimasha; ocupó el puesto 16 en la categoría bunkobon de la edición de 2022.